# 坂本由英
坂本 由英（さかもと よしえ、1931年11月13日 - 1998年10月2日）は、日本の俳優。劇団近代座を経て、ダテ企画に所属していた。

## 出演作品

### テレビドラマ
- ぽんぽこ物語[1]（1957年）
- 正義のシンボル コンドールマン 第19話「死のモンスター工場」（1975年、NET / 東映） - 正夫の父
- 少年探偵団 (BD7) 第7話・第8話「10億円の埋蔵金」（1975年、NTV / 日本現代企画） - 倉本武吉
- NHK大河ドラマ（NHK）
  - 風と雲と虹と（1976年） - 民人
  - 花神（1977年） - 四条隆謌
  - 草燃える（1979年） - 天野遠景、工藤茂光
  - 獅子の時代（1980年） - 秩父の中年男
  - おんな太閤記（1981年） - 銭屋宗納
  - 峠の群像（1982年） - 竹島の番頭
  - 徳川家康（1983年） - 岡田重孝
  - 春の波涛（1985年） - 親戚
  - 独眼竜政宗（1987年） - 農民
- 明治の群像 海に火輪を（1976年、NHK）
  - 第8回「星亨」 - 片岡健吉
  - 最終回「小村寿太郎」 - 高平小五郎
- 日本の戦後 第3集「酒田紀行 農地改革の軌跡」（1977年、NHK）
- 前略おふくろ様 第2シリーズ 第18回（1977年、NTV） - 料亭「中川」の板前C
- 同心部屋御用帳 江戸の旋風II 第48話「韋駄天むすめ」（1977年、CX / 東宝）
- 特捜最前線 第29話「プルトニウム爆弾が消えた街」(1977年、テレビ朝日 / 東映）
- 砂の器 第1話（1977年、CX / 俳優座映画放送）
- 白い巨塔 第13回（1978年、CX / 田宮企画）
- 男たちの旅路 第4部 第3話「車輪の一歩」（1979年、NHK）
- 男子の本懐（1981年、NHK）
- 仮面ライダースーパー1 第24話「レッツゴー!! ジュニア・ライダー隊」（1981年、MBS / 東映） - 相良正三
- Gメン'75 （TBS / 東映）
  - 第306話「サヨナラ Gメンの若き獅子たち!」（1981年）
  - 第325話「帰ってきたラーメン屋刑事」（1981年）
  - 第330話「19歳の金髪美女強盗団」（1981年）
  - 第333話 「悪魔を呼ぶ子供」（1981年）
  - 第341話「サンタクロース殺人事件」（1981年）
  - 第346話「幽霊に殺された私」（1982年）
  - 第350話「壁の中の赤い殺意」（1982年）
- 松本清張の黒革の手帖 第1話「女子銀行員横領」（1982年、テレビ朝日 / 松竹）
- 立花登 青春手控 第15話「奈落の夕顔」（1982年、NHK）
- 暁に斬る! 第6話「生娘殺し」（1982年、CX / 関西テレビ）
- 火曜サスペンス劇場 「松本清張の交通事故死亡1名」（1982年、NTV / 三船プロダクション）
- 夕暮れて 第1話（1983年、NTV）
- 大江戸捜査網（東京12チャンネル / 三船プロダクション
  - 第475話「艶花一輪 闇を濡らす赤い殺意」（1983年）
  - 第484話「華魁秘録 吉原百人斬り」（1983年）
- 勇者は語らず 第1回「いま、日米自動車戦争は」（1983年、NHK）
- 北の国から'83冬（1983年、CX）
- おしん 第71回（1983年、NHK）
- 星雲仮面マシンマン 第3話「アイドルをつぶせ」（1984年、NTV / 東映）
- 昨日、悲別で 第11話（1984年、NTV）
- 新・大江戸捜査網 第22話「恐怖! 妖女軍団」（1984年、テレビ東京 / 三船プロダクション）
- 真田太平記（1985年、NHK） - 徳川家康の名代
- ザ・ハングマン4 最終話「痛快ダブルハンギング!! さようなら ありがたや節」（1985年、テレビ朝日 / 朝日放送）
- 新・事件 断崖の眺め 第3回（1985年、NHK）
- ドラマ人間模様 樋口一葉 われは女成りけるものを… 第1話（1985年、NHK）
- カネボウヒューマンスペシャル 赤い夕日の大地で（1987年、NTV）
- 花へんろ・風の昭和日記 第3章 第3話（1988年、NHK）
- 君の名は 第263回（1991年、NHK）

### テレビアニメ
- ドン・チャック物語